# Bunaeopsis rendalliana
Bunaeopsis rendalliana är en fjärilsart som beskrevs av M.Gaede 1927. Bunaeopsis rendalliana ingår i släktet Bunaeopsis och familjen påfågelsspinnare. Inga underarter finns listade i Catalogue of Life.